# Marquinho Sathan
Marco Antônio Costa Santos (Rio de Janeiro, 24 de janeiro de 1956) é um cantor e compositor brasileiro. É conhecido pelos nomes artísticos, Marquinho Sathan e Marquinho Santanna. Nascido no limite do Morro do Salgueiro com o nível do mar, ganhou fama nas rodas de samba nos anos 80.

## Carreira
Já em seu primeiro disco "Me Engana Que Eu Gosto", que acabou virando jargão na boca do povo, foi saudado como um dos grandes lançamentos do ano (87) e recebeu disco de ouro. Nesse disco dividiu duas faixas com Roberto Ribeiro e Bezerra da Silva respectivamente, reuniu compositores como Arlindo Cruz, Beto Sem Braço, Almir Guineto entre outros nomes de peso.
Em seu segundo disco, recebeu novamente um Disco de Ouro, e consagrou sucesso como "Por Incrível Que Pareça” com a participação especial de "Alcione" e a música de sua autoria "Simples Poeta" que traz a sutileza e sensibilidade de um grande compositor.
Daí pra frente, já consagrou como um dos melhores intérpretes do samba do país, Marquinho vem acumulando sucesso, já tendo realizado turnê pelos Estados Unidos, pela Europa (Portugal, Espanha e França) e ainda na Finlândia e Bélgica. Foi merecedor do "Prêmio Sharp" em 1991 como melhor intérprete de samba, como melhor intérprete também, recebeu por cinco vezes o Oscar do Samba em SP no projeto "Os Melhores do Ano" como melhor intérprete no qual participa há 7 anos.
Por trás da simpatia típica de carioca, Marquinho Sathan tem uma carreira pautada na aplicação, disciplina e organização somadas ao talento a força da voz e o brilhantismo do intérprete de talento poli dimensional que chega aos 24 anos de carreira com 10 CDs gravados e 28 participações em CDs e DVDs de outros artistas, conquistando o reconhecimento do público que o consagrou através de sucessos de sambas, como “Falsa Consideração”, “Me Engana Que Eu Gosto” e “Pura Semente”.

## Discografia
- 1986 - Falsa Consideração
- 1987 - Pura Semente
- 1989 - Graça Divina
- 1991 - Meu Dia A Dia
- 1995 - Simplesmente
- 1997 - Luz
- 1999 - O Melhor de Marquinho Sathan
- 2003 - Nosso Show (Ao Vivo)
- 2006 - Mais Feliz
- 2009 - Perfil

## Ligações Externas
- Site Oficial[ligação inativa]